# Zongli Yamen

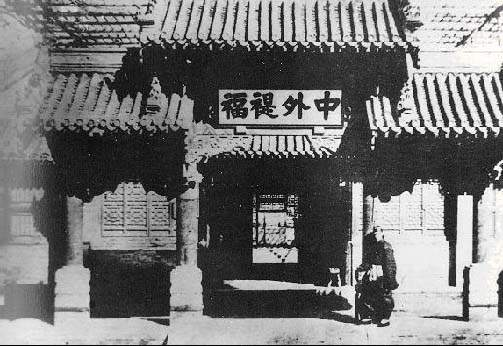
Puerta principal del Zongli Yamen. La inscripción dice "中外禔福" (Paz y Prosperidad en China y fuera de ella), extraído de la biografía de Sima Xiangru en el Libro de Han.

El Zongli Yamen (en chino tradicional, 總理衙門; en chino simplificado, 总理衙门; pinyin, Zǒnglǐ Yámén; Wade-Giles, Tsung3-li3 Ya2-men2) fue una institución gubernamental a cargo de la política exterior en la China imperial durante las últimas décadas de la dinastía Qing. Fue fundada por el príncipe Kung en 1861 tras la Convención de Pekín. Fue abolida en 1901 y sustituida por el Ministerio de Asuntos Exteriores de China. El Zongli Yamen fue el primer departamento de política exterior de la historia de China; hasta su fundación, las relaciones exteriores entre China y el mundo habían sido de vasallaje y homenaje, nunca de igualdad entre naciones.
La antigua sede del Zongli Yamen está hoy en día situada en Dongtangzi Hutong, en el distrito de Dongcheng en Pekín. La práctica totalidad de los edificios que lo componían han sido preservados en buen estado. 

## Significado del nombre
Zongli Yamen es la abreviación tradicional del nombre oficial (en chino tradicional, 總理各國事務衙門; en chino simplificado, 总理各国事務衙门; pinyin, Zǒnglǐ Gèguó Shìwù Yámén), que significa Oficina a Cargo de los Asuntos de Todas las Naciones. El nombre correspondiente en manchú, por entonces la otra lengua oficial del Imperio Qing, era Geren gurun i baita be uherileme icihiyara yamun. Aunque frecuentemente repetido, es erróneo creer que Zongli Yamen significa "Despacho del Premier". Esta noción moderna se debe a que el término zongli (总理) es en la actualidad empleado en chino para referirse al Premier o Primer Ministro de un país. Por el contrario, Zongli Yamen es una abreviatura de su nombre completo, que lo describe bona fide como la oficina de asuntos exteriores. Es habitual traducir su nombre como Departamento de Asuntos Exteriores.

## Historia y funciones

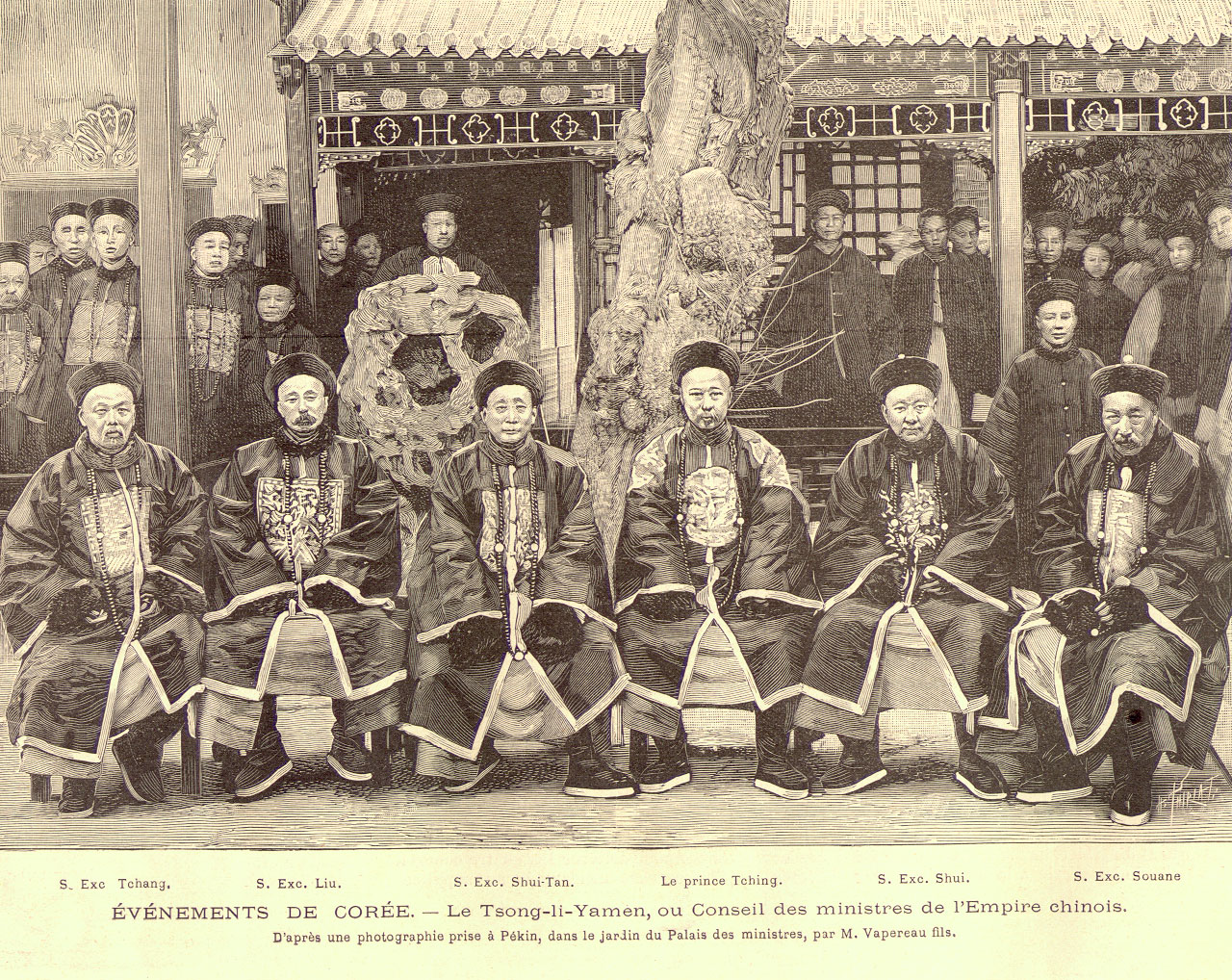
Miembros del Zongli Yamen en 1894, durante la Primera guerra sino-japonesa.

Antes de la creación del Zongli Yamen, las relaciones exteriores de la dinastía Qing estaban a cargo de diversas agencias y departamentos, como el Ministerio de Ritos y el Lifan Yuan. En general, los Qing no mantenían relaciones exteriores en pie de igualdad con otras naciones y, a lo sumo, recibían embajadas como parte del ritual de vasallaje con el que trataban con países extranjeros como Mongolia, Vietnam, o Siam. Los problemas y peticiones concretas de potencias occidentales solían ser abordados a nivel local y provincial. Por ejemplo, los sucesos que llevarían a la primera guerra del Opio se articularon no como un problema de política exterior, sino por medio de virreyes y gobernadores provinciales que actuaban de forma semiindependiente bajo la autoridad imperial. Las primeras legaciones comerciales europeas tenían prohibido acceder al interior del país, y se limitaban a tratar con mandarines locales en ciudades portuarias como Cantón. 
La negativa a tratar con países extranjeros se basaba en la visión de China como el centro del mundo, con el Emperador en su cúspide, y en la perfección de la sociedad confuciana. En opinión de los chinos, el resto de las naciones de la tierra eran subordinadas de China, y sus gobernantes debían reverencia al Emperador: las naciones extranjeras estaban formadas por bárbaros que solo podían ser tratados como vasallos del emperador. Esta visión "arrogante" de China se plasmaba en la expectativa de que los enviados europeos se sometieran a la proscinesis ante el emperador (postrarse ante el emperador en señal de sumisión), que los diplomáticos occidentales interpretaban como un menoscabo a la dignidad de sus monarcas, como ocurrió durante la Misión de Macartney (1793). El famoso resultado de dicha misión fue el Segundo Edicto del Emperador Qianlong al rey Jorge III, en el que el Emperador trataba al monarca británico como a un vasallo, y concluía:

Si, tras haber recibido este explícito decreto, decides a la ligera atender a las peticiones de tus subordinados y permites a los mercaderes bárbaros proceder a Chekiang y Tientsin con el objeto de tomar tierra y comerciar allí, las ordenanzas de mi Imperio Celestial son estrictas en grado sumo, y los funcionarios locales, tanto civiles como militares, están obligados a obedecer la ley con reverencia. Si tus barcos tocan tierra, tus mercaderes jamás tendrán permitido desembarcar o residir allí, y serán expulsados inmediatamente. En ese caso, tus mercaderes bárbaros habrán hecho un largo viaje en vano. ¡No digas que no fuiste avisado¡ ¡Obedece estremecido y no muestres negligencia! ¡Un mandato especial!
Emperador Qianlong: Segundo Edicto al Rey Jorge III de Gran Bretaña, 1792

Conforme la presencia occidental en China fue en aumento a principios del siglo XIX, la necesidad de mantener cierto tipo de relaciones internacionales exigió que distintos departamentos gubernamentales se hicieran cargo de las mismas, generalmente de manera informal según fueran las circunstancias. A raíz de la segunda guerra del Opio en 1860, las potencias occidentales encabezadas por Lord Elgin exigieron poder abrir embajadas permanentes en Pekín, y derechos de extraterritorialidad sobre todos los ciudadanos occidentales en China. Igualmente, demandaron del príncipe Kung el establecimiento de relaciones diplomáticas formales y en pie de igualdad con las potencias occidentales. 
El Zongli Yamen fue la respuesta pragmática del príncipe Kung a dichas peticiones. Constituyó la primera gran innovación burocrática del imperio Chino desde que el emperador Yongzheng fundara el Gran Consejo en 1729. El Zongli Yamen estaba controlado por un comité de cinco mandarines de alto rango (inicialmente todos ellos de etnia manchú), entre los cuales el príncipe Kung era su líder de facto. En su concepción inicial, el Zongli Yamen estaba pensado como una institución temporal que solo estaría abierta en tanto en cuanto durase la crisis diplomática y doméstica. Para enfatizar esto, el Zongli Yamen tenía un estatus formal muy bajo dentro de la jerarquía administrativa del gobierno de los Qing, y sus miembros servían al mismo tiempo en otros departamentos del gobierno Chino, lo que disminuía aún más su eficacia. Más aún, el Zongli Yamen no contaba con competencias exclusivas en materia de asuntos exteriores, puesto que esta prerrogativa se mantenía en manos del emperador (y del Gran Consejo). En muchas ocasiones los diplomáticos occidentales menoscababan al Zongli Yamen apelando directamente al emperador.  Así, aunque el Zongli Yamen se mantuvo como una institución importante en materia de asuntos exteriores durante su breve existencia, su influencia fue rápidamente eclipsada por mandarines importantes o ambiciosos como Zeng Guofan y Li Hongzhang. Pese a todo, funcionó como el medio de comunicación más habitual entre el gobierno Qing y los embajadores occidentales residentes en el Barrio de las Delegaciones de Pekín.
Igualmente, el Zongli Yamen fue una institución clave en la articulación de los intercambios científicos y culturales entre China y Occidente. Así, el Zongli Yamen coordinaba la Tongwen Guan, la academia oficial de traductores que fue establecida por la emperatriz Cixi para traducir idiomas extranjeros y enseñar matemáticas y ciencias. 
En 1873 el Zongli Yamen sostuvo una agria polémica con los embajadores occidentales a cerca del protocolo a seguir durante las audiencias con el emperador Tongzhi, puesto que los embajadores extranjeros se negaban a someterse a la protocolaria postración ante el emperador. El impasse fue resuelto gracias al embajador japonés, Soejima Taneomi, quien propuso mantener al emperador detrás de una cortina durante la audiencia. 
Tras la rebelión de los bóxer, el gobierno Qing se vio forzado a remodelar su política exterior. Según el artículo 12 del protocolo Bóxer de 1901, el Zongli Yamen fue sustituido por un Ministerio de Asuntos Exteriores conocido entonces como el Waiwubu (en chino tradicional, 外務部; pinyin, Wàiwùbù; literalmente, ‘Departamento de Asuntos Exteriores’), al que se le daba preferencia sobre los seis departamentos imperiales; "tal y como demostraría el devenir de los acontecimientos, el Waiwubu fue igual de ineficaz que el Zongli Yamen en establecer buenas relaciones entre China y el mundo exterior."